# 新南镇
新南镇，是中华人民共和国贵州省遵义市湄潭县下辖的一个乡镇级行政单位。
2012年，贵州省人民政府批复同意撤销新南乡建制，设置新南镇，镇政府驻石印村。

## 行政区划
新南镇下辖以下地区：
石印村、凤凰村、流水村、羊叉坳村、角口村和凉井村。